# ولف سی. هارتویگ
ولف سی. هارتویگ (آلمانی: Wolf C. Hartwig؛ ‏ ۸ سپتامبر ۱۹۱۹ – ۱۸ دسامبر ۲۰۱۷) تهیه‌کننده فیلم اهل آلمان بود که بیشتر در زمینهٔ فیلم‌های بهره‌کشی فعالیت داشت.
از فیلم‌هایی که وی در آن‌ها نقش داشته‌است، می‌توان به مادام و خواهرزاده‌اش، صلیب آهنین و ماه خونین اشاره نمود.
وی همچنین برندهٔ جوایزی همچون جایزه هاینتس مایر لایبنیتس شده‌است.